# 이에나가 아키히로
이에나가 아키히로(일본어: 家長 昭博, 1986년 6월 13일 ~ )는 일본의 축구 선수로, 포지션은 공격형 미드필더이다. 2017년 현재 J리그 디비전 1 가와사키 프론탈레에서 활약하고 있다. K리그의 울산 현대에서 활약한 바 있으며, 등록명은 아키였다.

## 선수 생활
이에나가 아키히로는 1999년 감바 오사카의 유소년 팀에서 축구를 시작하였다. 2004년 감바 오사카 1군 선수단으로 승격하여 데뷔했으며, 데뷔 첫해에 2004 시즌 J리그 우승을 맛보았다. 2008년에는 오이타 트리니타로 1년간 임대를 떠났다. 2008년 12월에는 잉글랜드의 구단 플리머스 아가일 FC에서 테스트를 보기도 하였으며, 플리머스로부터 영입 결정을 받아냈으나, 워크 퍼밋을 발급받지 못해 무산되었다. 이후 오이타 트리니타에서 한 시즌 임대 계약을 연장하여 활약하였다. 2010 시즌에는 세레소 오사카로 임대 이적하였다.
2010년 12월 스페인 라리가 구단인 RCD 마요르카와 5년 계약을 맺고 이적했다. 2010-11 시즌 막바지 무렵인 4월 9일 세비야 FC를 상대로 라리가 데뷔골을 터뜨렸다.
2012년 2월, 마요르카로부터 K리그의 울산 현대로 임대되었다. 이에나가는 K리그 12경기에 출전하여 1골을 기록하였다. 그러나 이에나가의 경기력은 울산에서 만족스럽지 못하였고, 결국 부진한 경기력으로 다시 감바 오사카로 임대되었다. 하지만 당시 놀라울만큼 부진하며 강등 싸움을 벌이던 감바 오사카의 2부리그 강등을 막지는 못했다.
2014년 오미야 아르디자로 이적하였으며, 이에나가는 오미야에서 92경기에 출장하여 28골을 기록하였다.
2017년 가와사키 프론탈레로 이적하였으며, J1리그 2017 시즌 우승을 차지하였다.

## 통계

### 구단
2017년 12월 2일 기준
| 선수 기록     | 선수 기록         | 선수 기록     | 리그 | 리그 | FA컵 | FA컵 | 리그컵 | 리그컵 | 대륙대회 | 대륙대회 | 총합 | 총합 |
| 시즌          | 구단              | 리그          | 출장 | 득점 | 출장 | 득점 | 출장   | 득점   | 출장     | 득점     | 출장 | 득점 |
| 일본          | 일본              | 일본          | 리그 | 리그 | FA컵 | FA컵 | 리그컵 | 리그컵 | 대륙대회 | 대륙대회 | 총합 | 총합 |
| ------------- | ----------------- | ------------- | ---- | ---- | ---- | ---- | ------ | ------ | -------- | -------- | ---- | ---- |
| 2004          | 감바 오사카       | J1            | 8    | 1    | 2    | 0    | 3      | 0      | -        | -        | 13   | 1    |
| 2005          | 감바 오사카       | J1            | 24   | 0    | 3    | 0    | 5      | 1      | -        | -        | 32   | 1    |
| 2006          | 감바 오사카       | J1            | 28   | 2    | 4    | 2    | 2      | 0      | 6        | 1        | 40   | 5    |
| 2007          | 감바 오사카       | J1            | 27   | 2    | 3    | 0    | 7      | 1      | -        | -        | 37   | 3    |
| 2008          | 오이타 트리니타   | J1            | 4    | 0    | 1    | 0    | 0      | 0      | -        | -        | 5    | 0    |
| 2009          | 오이타 트리니타   | J1            | 26   | 1    | 1    | 0    | 6      | 2      | -        | -        | 33   | 3    |
| 2010          | 세레소 오사카     | J1            | 31   | 4    | 3    | 0    | 6      | 0      | -        | -        | 40   | 4    |
| 스페인        | 스페인            | 스페인        | 리그 | 리그 | FA컵 | FA컵 | 리그컵 | 리그컵 | 대륙대회 | 대륙대회 | 총합 | 총합 |
| 2010-11       | 마요르카          | 라리가        | 14   | 2    | -    | -    | -      | -      | -        | -        | 14   | 2    |
| 2011-12       | 마요르카          | 라리가        | 4    | 0    | 1    | 0    | -      | -      | -        | -        | 5    | 0    |
| 대한민국      | 대한민국          | 대한민국      | 리그 | 리그 | FA컵 | FA컵 | 리그컵 | 리그컵 | 대륙대회 | 대륙대회 | 총합 | 총합 |
| 2012          | 울산 현대         | K리그         | 11   | 1    | 1    | 0    | 0      | 0      | 5        | 0        | 17   | 1    |
| 일본          | 일본              | 일본          | 리그 | 리그 | FA컵 | FA컵 | 리그컵 | 리그컵 | 대륙대회 | 대륙대회 | 총합 | 총합 |
| 2012          | 감바 오사카       | J2            | 12   | 5    | 3    | 1    | 1      | 0      | 0        | 0        | 16   | 6    |
| 2013          | 감바 오사카       | J2            | 17   | 1    | 0    | 0    | -      | -      | -        | -        | 17   | 1    |
| 스페인        | 스페인            | 스페인        | 리그 | 리그 | FA컵 | FA컵 | 리그컵 | 리그컵 | 대륙대회 | 대륙대회 | 총합 | 총합 |
| 2013-14       | 마요르카          | 라리가        | 7    | 0    | 1    | 0    | -      | -      | -        | -        | 7    | 0    |
| 일본          | 일본              | 일본          | 리그 | 리그 | FA컵 | FA컵 | 리그컵 | 리그컵 | 대륙대회 | 대륙대회 | 총합 | 총합 |
| 2014          | 오미야 아르디자   | J1            | 33   | 6    | 5    | 0    | 1      | 0      | -        | -        | 39   | 6    |
| 2015          | 오미야 아르디자   | J2            | 33   | 11   | 0    | 0    | -      | -      | -        | -        | 33   | 11   |
| 2016          | 오미야 아르디자   | J1            | 26   | 11   | 3    | 1    | 2      | 1      | -        | -        | 31   | 14   |
| 2017          | 가와사키 프론탈레 | J1            | 14   | 2    | 0    | 0    | 2      | 2      | 4        | 0        | 20   | 4    |
| 스페인 통산   | 스페인 통산       | 스페인 통산   | 25   | 2    | 2    | 0    | 0      | 0      | 0        | 0        | 27   | 2    |
| 대한민국 통산 | 대한민국 통산     | 대한민국 통산 | 12   | 1    | 1    | 0    | 0      | 0      | 5        | 0        | 18   | 1    |
| 일본 통산     | 일본 통산         | 일본 통산     | 283  | 46   | 28   | 4    | 35     | 7      | 10       | 1        | 356  | 58   |
| 커리어 통산   | 커리어 통산       | 커리어 통산   | 320  | 49   | 31   | 4    | 35     | 7      | 15       | 1        | 401  | 61   |

### 국가대표팀
| 일본 | 일본 | 일본 |
| 연도 | 출전 | 득점 |
| ---- | ---- | ---- |
| 2007 | 1    | 0    |
| 2008 | 0    | 0    |
| 2009 | 0    | 0    |
| 2010 | 0    | 0    |
| 2011 | 1    | 0    |
| 통산 | 2    | 0    |

#### 득점 기록
| 날짜            | 장소                  | 상대   | 득점 | 결과 | 대회                                          |
| --------------- | --------------------- | ------ | ---- | ---- | --------------------------------------------- |
| 2007년 3월 28일 | 일본 도쿄 국립 경기장 | 시리아 | 1–0  | 3–0  | 2008년 하계 올림픽 축구 남자 아시아 지역 예선 |